# Canon de 8 pouces/55 calibres
Le canon de 8 pouces/55 calibres est un canon de calibre 203 mm produit par la marine américaine pour équiper les batteries principales de ses croiseurs lourds à partir des années 1930.

## Conception
Comparé aux canons de même calibre des années 1930, le canon de 8 pouces/55 calibres est très lourd. De nombreuses variantes sont conçues, mais seules certaines entreront en service. On peut ainsi distinguer trois séries de variantes : les Marks 9, 10, 11, 13 et 14 conçues à partir de 1922, les Marks 12 et 15, plus légères, conçues en 1933 et une Mark 16 conçue dans les années 1940.

### Marks 9, 10, 11, 13 et 14
La variante Mark 9 est la première conçue, montée dès la fin des années 1920. D'une longueur de 55 calibres (11,2 m), le canon pèse au total 30,48 tonnes, avec son affût. D'une portée maximale de presque 30 000 mètres, associée à une élévation maximale de 41°, il tire 3 à 4 coups par minute. Monté en tourelles doubles ou triples, le canon peut être retiré au travers des trous de la tourelle sans avoir à démonter celle-ci. Les tourelles doubles disposent d'un moteur de 15 chevaux pour l'élévation des canons, alors que les tourelles triples ont un moteur de 30 chevaux. Celles-ci sont mues par un moteur électrique actionnant une transmission hydraulique.
La Mark 10, légèrement différente, n'est jamais construite. La Mark 11 est conçue pour être assemblée sans pertes de métal et utilise l'autofrettage lors de la construction. Le canon de la Mark 13 est plaqué de chrome, tout comme celui de la Mark 14, cette dernière n'étant jamais produite.

### Marks 12 et 15
La variante Mark 12 est presque moitié moins lourde : de 17,38 à 17,45 tonnes selon les variantes, comparées aux 30,48 tonnes des premières versions. Le diamètre de la chambre est plus petit et la surface de recul est plus importante. Elle utilise elle aussi l'autofrettage, et le canon est plaqué de chrome. Une vitesse à la bouche réduite par rapport aux variantes précédentes permet à la Mark 12 d'avoir une dispersion moins importante lors de la chute des projectiles d'une même salve, ; en contrepartie, la portée maximale est réduite d'environ 2 000 mètres. La Mark 15 est identique à la Mark 12, mais dispose de la chambre de la Mark 14.

### Mark 16
La Mark 16 est conçue durant la Seconde Guerre mondiale, et dispose des améliorations de la Mark 12. Associée à un chargement automatique des obus, elle atteint une cadence de 10 coups par minute, trois fois plus que les variantes précédentes. De nouveaux projectiles antiblindages « super-lourds » lui donnent une puissance de feu importante, faisant de la classe de croiseurs lourds Des Moines la plus puissante jamais construite par la Navy.

## Utilisation
Le canon de 8 pouces/55 calibres est tout d'abord utilisé sur deux porte-avions, les USS Lexington et Saratoga en tourelles doubles. Ces tourelles sont aussi montées sur les croiseurs lourds de la classe Pensacola, ainsi que des tourelles triples ; ces dernières seront montées sur tous les croiseurs lourds construits par la suite pour l'US Navy.
| Variante                  | Tourelle | Navires                                                                                           |
| ------------------------- | -------- | ------------------------------------------------------------------------------------------------- |
| Marks 9, 10, 11, 13 et 14 | Double   | Classes Lexington et Pensacola.                                                                   |
| Marks 9, 10, 11, 13 et 14 | Triple   | Classes Pensacola, Northampton et Portland. New Orleans, Astoria, et Minneapolis.                 |
| Marks 12 et 15            | Triple   | Minneapolis (1944), Tuscaloosa, San Francisco, Quincy, Vincennes, Wichita et la classe Baltimore. |
| Mark 16                   | Triple   | Classe Des Moines.                                                                                |